# Freeman (Wisconsin)
Freeman – miasto w Stanach Zjednoczonych, w stanie Wisconsin, w hrabstwie Crawford.